# Euphorbia neriifolia
Euphorbia neriifolia är en törelväxtart som beskrevs av Carl von Linné. Euphorbia neriifolia ingår i släktet törlar, och familjen törelväxter. Inga underarter finns listade i Catalogue of Life.

## Bildgalleri

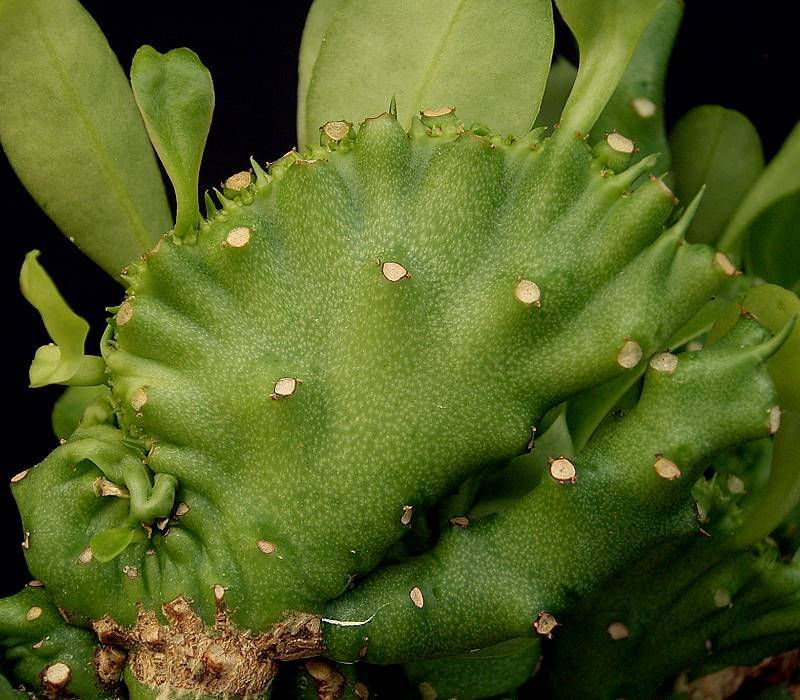
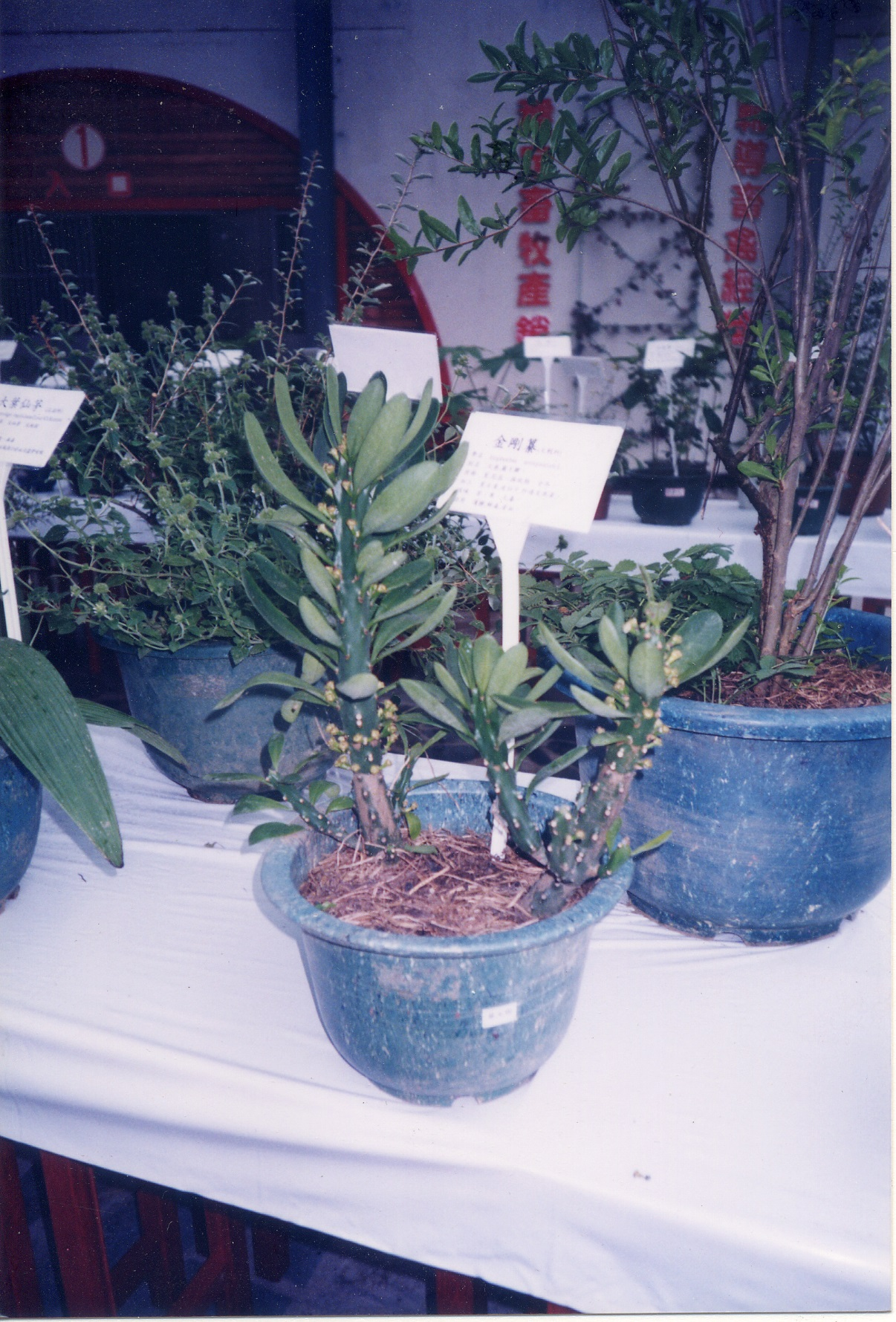
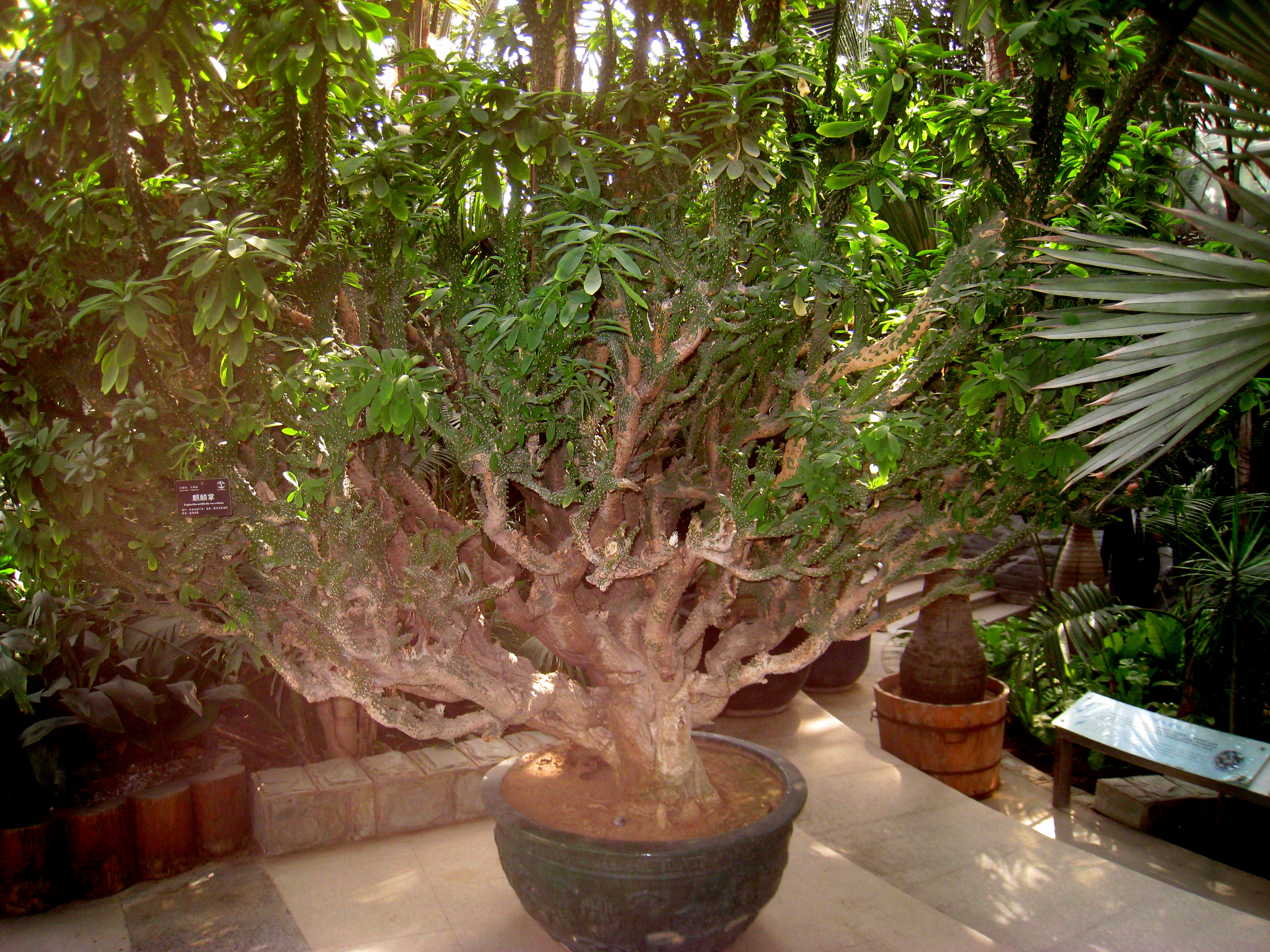
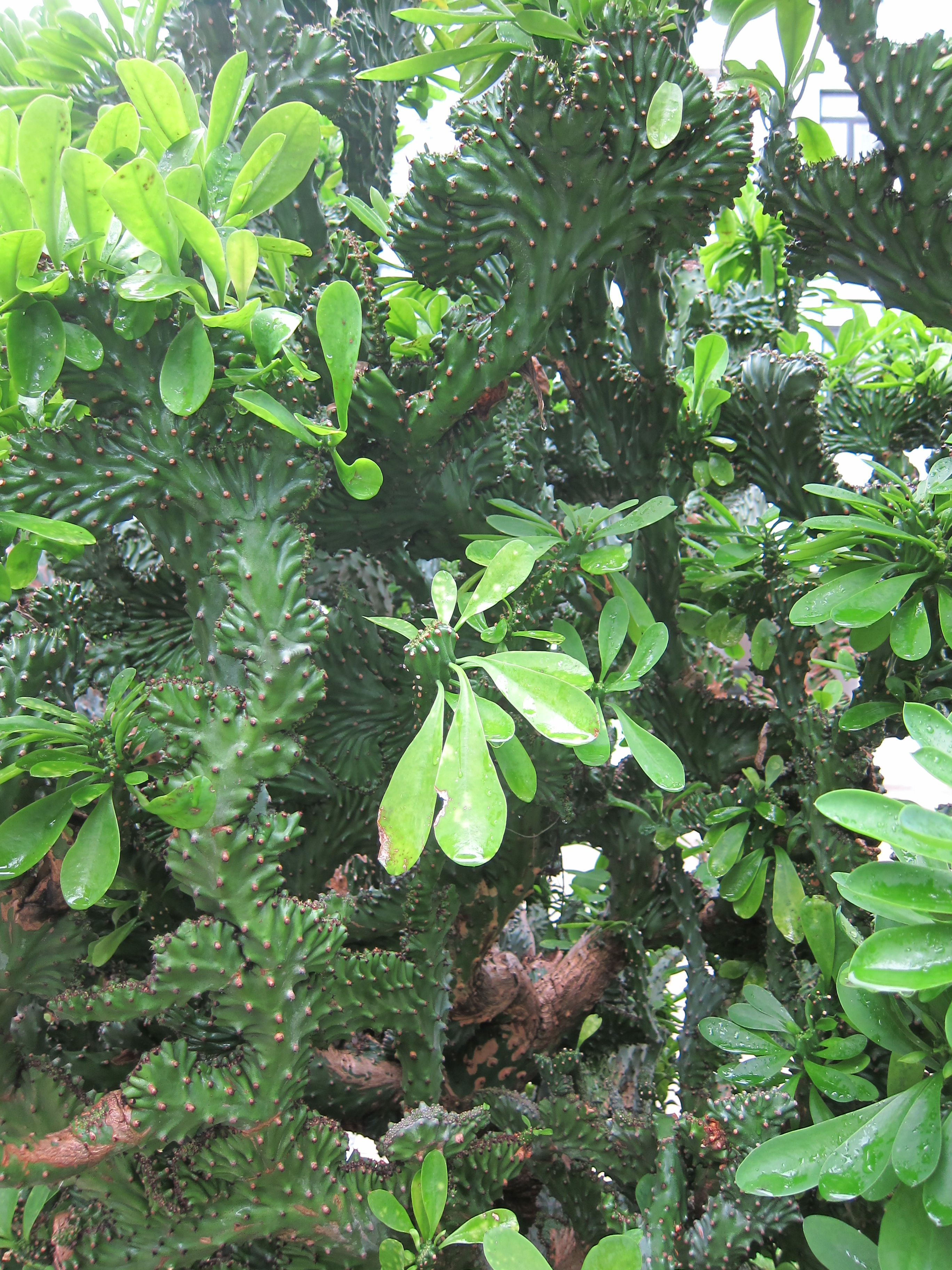